# Подменыш (Звёздный путь: Оригинальный сериал)
«Подменыш» (англ. «The Changeling») — третий эпизод второго сезона американского научно-фантастического телесериала «Звёздный путь», впервые показанный на телеканале NBC 29 сентября 1967 года и повторённый 17 мая следующего года.
Этот эпизод стал одним из немногих малобюджетных эпизодов, где всё действие происходит исключительно на звездолёте «Энтерпрайз» и используются декорации, созданные для ранних серий. Другими такими эпизодами стали «Закон Чарли», «Путь на Вавилон», «Элаан тройская», «Пусть это будет полем последней битвы» и «Разве правда прекрасна?».

## Сюжет
В звёздную дату 3541.9 звездолёт Федерации «Энтерпрайз» под командованием Джеймса Тиберия Кирка прибывает в малурианскую систему и не обнаруживает там живых существ, четыре миллиарда инопланетян бесследно исчезли. Вскоре корабль подвергается массированной атаке и не может противопоставить своё оружие мощному врагу. Капитан решает установить контакт и отправляет небольшому объекту в космосе сообщение, в котором представляется и рассказывает о мирной миссии «Энтерпрайза». Атака прекращается, а неопознанный объект телепортируют на звездолёт.
К всеобщему удивлению объектом цилиндрической формы и длиной в один метр оказывается космический зонд, запущенный с Земли в начале 2000-х. Зонд называет себя Номад, а Кирка почему-то считает своим создателем. В потасовке, случившейся на мостике, Номад убивает Скотти и стирает память Ухуре. Однако совсем скоро по приказу Кирка зонд оживляет Скотта, посмотрев информацию о человеческом строении и медицинские данные инженера. Ухуре он помочь не может и её заново начинают обучать чтению.
Спок использует вулканскую технику объединения разумов и узнаёт от Номада, что тот был создан в начале XXI века учёным Джексоном Ройкирком. Зонд был запрограммирован на поиск внеземных цивилизаций, но произошло столкновение с метеоритом, связь с Землёй была потеряна, а блоки памяти повредились. Номад дрейфовал в межзвёздном пространстве, пока его не встретил Тан Ру — зонд инопланетной цивилизации, вероятно более совершенный, но тоже повреждённый. Тан Ру сумел интегрироваться с Номадом и они стали одним целым, а программа Номада изменилась, теперь он должен стерилизовать планеты от несовершенных элементов, таких как люди и прочие существа. По мнению Спока, у Тан Ру программа заключалась в стерилизации планет для дальнейшей колонизации, но программы двух зондов переплелись и в итоге Номад, обладая огромной силой, способен уничтожать целые цивилизации. Номад уничтожает ту жизнь, которая по его логике несовершенна и способна делать ошибки, самого себя он считает совершенством.
Кирк говорит Номаду, что тот не совершенен и может ошибаться, и доказывает ему это. Капитан говорит, что Номад принял его за своего создателя, хотя тот им не является. Так как зонд должен уничтожать несовершенное, то он считает, что должен самоликвидироваться. Его телепортируют в открытый космос и там зонд взрывается. Кирку сообщают, что мисс Ухура через неделю закончит обучение и будет готова заступить на службу.

## Факты
В эпизоде экипаж имеет дело с зондом, уничтожающим цивилизации. Похожий сюжетный ход был использован в фильме «Звёздный путь» 1979 года.
После того, как лейтенант Ухура теряет память после атаки зонда «Номад», её заново обучают английскому языку. Забыв некоторые слова на английском, она переходит на суахили.

## Отзывы
Зак Хэндлен из The A.V. Club поставил этому эпизоду оценку «B+» и отметил, что эпизод схож с фильмом 1979 года. Критик написал, что последняя сцена, в которой Кирк говорит: «Мой сын — врач» выглядит довольно забавно.